# Mi'irabawi (zone)
La zone Mi'irabawi (Ouest) est l'une des 5 zones de la région du Tigré en Éthiopie.

## Woredas
La zone est composée de 9 woredas:
- Asigede Tsimbela
- Kafta Humera
- La'ilay Adiyabo
- Medebay Zana
- Tahtay Adiyabo
- Tahtay Koraro
- Tsegede
- Tselemti
- Wolqayt